# Jean Clapot
Pour les articles homonymes, voir Clapot.
Jean Clapot, né le 19 mai 1850 à Lyon (Rhône) et mort le 8 juillet 1926 dans la même ville, est un architecte et homme politique français.
Il est député du Rhône sous la Troisième République de 1892 à 1898.

## Biographie
Jean Clapot naît le 19 mai 1850 à Lyon, dans le Rhône.
Géomètre-expert puis architecte, il est conseiller municipal de Lyon de 1873 à 1883, conseiller général du canton Lyon 1 de 1883 à 1893 et président du conseil général du Rhône de 1887 à 1889 et de 1892 à 1893.

### Député du Rhône
Le 10 avril 1892, il fut élu député à une élection législative partielle en remplacement de François-Marie Thévenet, ancien garde des Sceaux, élu sénateur. Il obtint au premier tour de scrutin, 3 304 voix contre 1 377 pour son concurrent M. de Leiris, sur 6 377 votants.
Le 3 septembre 1893, au deuxième tour des élections générales, il est réélu avec 3 641 voix contre 3 142 pour son concurrent Alphonse Gourd, sur 6 861 votants.
Inscrit au groupe républicain radical et membre de diverses commissions, dont celle de Panama, qui le désigna comme rapporteur des dossiers individuels, il se signala dès le 25 mars 1893 en interpellant le gouvernement Rouvier sur les agissements des fonctionnaires dépendant du ministère de l'Intérieur et plus spécialement de la police lyonnaise à l'occasion des consultations électorales, et en déposant, au terme du débat, l'ordre du jour suivant : « La Chambre convaincue que le Gouvernement ne doit tolérer, pour servir la République, que des fonctionnaires laborieux, soucieux de la probité publique et politique, résolument respectueux du suffrage universel, passe à l'ordre du jour ». Mais le gouvernement obtint, à la majorité de 323 voix contre 206, le vote de l'ordre du jour pur et simple.
En 1896, Jean Clapot rapporte une proposition de résolution dont il avait pris l'initiative et qui tendait à construire dans la cour d'honneur du palais Bourbon une nouvelle salle des séances plus spacieuse et pourvue d'une meilleure acoustique, mais la proposition est renvoyée à la commission du Budget.
Auteur d'une proposition de loi tendant à substituer le système du renouvellement partiel à celui du renouvellement intégral pour les élections législatives, il participe aussi à la discussion d'un projet de loi tendant à secourir les victimes des troubles de Paris de juillet 1893, de Lyon (juin 1894), et de l'explosion du restaurant Fayot. On l'entend aussi à propos de la vente des vins artificiels (1896), des cartes à jouer, du déclassement de l'église Saint-Paul de Lyon (1897), du privilège du Trésor en matière de patente (1898).
Aux élections générales du 8 mai 1898, Jean Clapot est battu par son ancien adversaire Alphonse Gourd, qui obtient dès le premier tour du scrutin 4 989 voix contre 4 463 pour lui, sur 9 547 votants. Il tente encore sa chance aux élections générales suivantes le 27 avril 1902, mais Alphonse Gourd l'emporte derechef, au premier tour, par 5 472 voix contre seulement 3 673 pour lui, sur 10 745 votants. Il se retire alors de la vie politique après ce nouvel échec.

### Mort
Il meurt le 8 juillet 1926 dans le 2e arrondissement de Lyon, âgé de 76 ans.

## Source
- « Jean Clapot », dans le Dictionnaire des parlementaires français (1889-1940), sous la direction de Jean Jolly, PUF, 1960 [détail de l’édition]